# Grönland (udde)
Grönland är en udde i Antarktis. Den ligger i Västantarktis. Argentina, Chile och Storbritannien gör anspråk på området.
Terrängen inåt land är kuperad söderut, men västerut är den platt. Havet är nära Grönland norrut. Trakten är obefolkad. Det finns inga samhällen i närheten. 